# موردين (محطة مترو أنفاق لندن)
موردين (بالإنجليزية: Morden)‏ هي إحدى محطات مترو أنفاق لندن. تقع على خط نورذيرن أفتتحت في المنطقة (Zone) رقم 4 أفتتحت في 13 سبتمبر 1926. 